# Scanpix

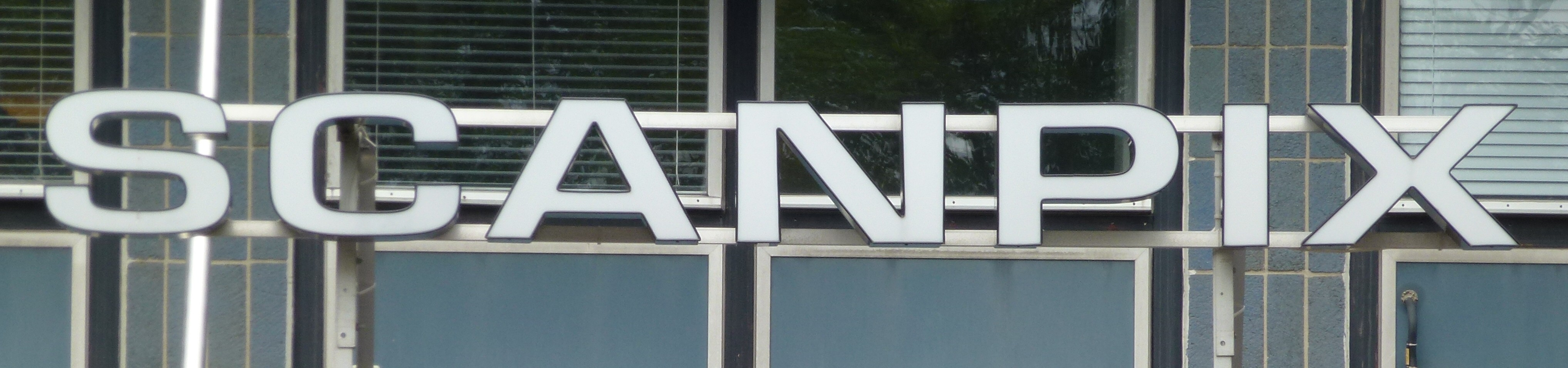
"Scanpix", skylt på DN-huset.

Scanpix (Scanpix Sweden AB) var Nordens största bildbyrå med redaktion och kontor i Stockholm. Organisationen Scanpix upphörde 2013 när hela dess verksamhet blev en del av TT Nyhetsbyrån. 
Scanpix tillhandahöll nyhetsbilder och andra fotografier till svenska medier och företag, genom enskilda bildförsäljningar eller via abonnemang. Man hade cirka 45 miljoner bilder i arkivet. Bildbyrån hade år 2012 tio anställda fotografer och kontrakt med cirka 300 frilansfotografer och levererade dagliga nyhetsbilder samt videoklipp. Scanpix samarbetade också med internationella bildbyråer som Associated Press, Reuters, Agence France-Presse och EPA. Dessutom förfogade Scanpix över ett omfattande historiskt bildarkiv, som sträckte sig så långt tillbaka som till fotografins begynnelse. Scanpix ägdes av TT-Gruppen, moderbolag även för Tidningarnas Telegrambyrå.

## Historia
Scanpix bildades genom att flera mindre bildbyråer, bland andra Svenska Dagbladets bildbyrå, Svenskt Pressfoto, Pica Photo, Bildhuset och Förenade Landsortstidningar, slogs samman till en enda byrå. Nuvarande bolaget Scanpix Sweden AB bildades hösten 2005 i samband med att Sveriges då största bildbyråer Pressens Bild (grundat 1936) och Scanpix också gick samman. Vid tidpunkten för sammanslagningen ägdes Scanpix av Bonnierkoncernen, Schibsted och Tidningarnas Telegrambyrå (TT). Sedan 2007 var Scanpix helägt av TT.
I en stor omorganisation 2013 blev Scanpix, TT Spektra och Svenska Grafikbyrån en del av TT Nyhetsbyrån. Scanpix upphörde i och med detta organisatoriskt även om själva bildbyråverksamheten fortsatte som en del av TT Nyhetsbyrån.